# Parafia Najświętszej Maryi Panny Królowej Polski w Kłonówku
Parafia rzymskokatolicka pod wezwaniem Najświętszej Maryi Panny Królowej Polski w Kłonówku – jedna z 12 parafii dekanatu Radom-Wschód diecezji radomskiej.

## Historia
- Kościół pw. Najświętszej Maryi Panny Królowej Polski powstał w 1982 z domu drewnianego sprowadzonego z Radomia i adaptowanego na cele kultu staraniem ks. Stefana Sułeckiego i ks. Tadeusza Wójcika. W tym też roku został poświęcony przez bp. Edwarda Materskiego. Parafia została erygowana przez bp. Edwarda Materskiego 1 stycznia 1987 z wydzielonych wiosek parafii Skaryszew i Kuczki.

## Terytorium
- Do parafii należą wierni z miejscowości: Kłonówek-Kolonia, Kłonówek-Wieś, Kłonów[1].

## Proboszczowie
- 1978 – 1982 – ks. Ryszard Batorski;
- 1982 – 1984 – ks. Wacław Mączyński;
- 1984 – 1990 – ks. Andrzej Gawryś;
- 1990 – 1993 – ks. Henryk Jagieło;
- 1993 – 2006 – ks. Emanuel Kolatorowicz;
- 2006 – 2019 – ks. Wiktor Wiącek.
- 2019 – 2024 – ks. Tadeusz Krzysztof Mazur
- 2024 – nadal – ks Sławomir Szustak